# Podophryidae
Famille
Les Podophryidae sont une famille de Ciliés de la classe des Kinetofragminophora et de l’ordre des Suctorida.

## Étymologie
Le nom de la famille vient du genre type Podophrya, dérivé du grec ποδών / podon, « pied », et de οφρύς / ophrýs, « sourcil ». 

## Description
Podophrya (« Podophre ») est un cilié sans cils vibratiles, à bouche lisse, brusquement tronquée, à corps sphérique pédiculé (muni d’un pied) et hérissé de tous côtés de tentacules sétacés (c’est-à-dire en forme de soies de porc). Ce protiste ressemble beaucoup à Actinophrys (cilié de famille des Actinophryidae). Il est muni d’une tige raide, de tentacules rayonnants à mouvement lent et individuel, d'une bouche et de cellules gastriques qui apparaissent claires et de fins granules d'œufs apparaissant foncés.
Les espèces de la famille des Podophryidae sont temporairement ou toujours mobiles, ou parasites internes. Rarement fixés sur des crustacéss copépodes du genre Cyclops. Leur corps est sphérique, dépourvu de loge, parfois doté d’un pédicule mince, rectiligne en général. Des tentacules rayonnent de la surface entière du corps. Le noyau est sphérique ou ovalaire. Il renferme une ou plusieurs vacuoles contractiles. Leur reproduction s’effectue par scissiparité ; exceptionnellement par formation d'embryons.

## Liste des genres
Selon GBIF (21 mai 2023) :
- Gajewskajophrya Matthes, 1988
- Kystopus Jankowski, 1967
- Lecanophrya Jankowski, 1994
- Mucophrya Gajevskaia, 1928
- Podophrya Ehrenberg, 1834 genre type
  - Espèce type : Podophrya fixa (Müller, 1786) Ehrenberg, 1834
  - Synonymes : 
    - Podophrya fixa Ehrenberg, 1833
    - Trichoda fixa Müller, 1786
- Sphaerophrya Claparède & Lachmann, 1859
- Sphaerophyra

## Systématique
Le nom valide de ce taxon est Podophryidae Haeckel, 1866.